# 双萼观音草
双萼观音草（学名：Peristrophe bicalyculata）是爵床科观音草属的植物。分布于印度、非洲、泰国、缅甸以及中国大陆的云南、四川等地，生长于海拔850米至2,200米的地区，目前尚未由人工引种栽培。